# Лейсі (волость)
Лейсі (ест. Leisi vald) — волость в Естонії, у складі повіту Сааремаа.

## Положення
Площа волості — 347,91 км², чисельність населення на 1 січня 2010 року становила 2137 осіб.
Адміністративний центр волості — селище Лейсі. До складу волості входять ще 24 села: Англа (Angla), Ару (Aru), Арусте (Aruste), Асука (Asuka), Веске (Veske), Вііра (Viira), Иесте (Õeste), Йиісте (Jõiste), Каіса (Kaisa), Карйа (Karja), Коідувялйа (Koiduvälja), Коікла (Koikla), Корлі (Kopli), Кюлма (Külma), Лаугу (Laugu), Лііва (Liiva), Ліннака (Linnaka), Ліннусе (Linnuse), Луулупе (Luulupe), Липі (Lõpi), Меіусте (Meiuste), Метсяяре (Metsaääre), Метскюла (Metsküla), Моосі (Moosi), Муйасте (Mujaste), Муріка (Murika), Мятйа (Mätja), Нава (Nava), Ніхату (Nihatu), Нурме (Nurme), Нимме (Nõmme), Оітме (Oitme), Раасте (Paaste), Панма (Pamma), Панмана (Pammana), Парасметса (Parasmetsa), Пеедерга (Peederga), Пока (Poka), Пуртса (Purtsa), Пярсама (Pärsama), Пиітсе (Pöitse), Ратла (Ratla), Рообака (Roobaka), Ряягі (Räägi), Селйа (Selja), Соела (Soela), Таресте (Tareste), Тіітсуотса (Tiitsuotsa), Тріігі (Triigi), Тутку (Tutku), Тире (Tõre), Тяятсі (Täätsi), Хііевялйа (Hiievälja). 
У волості розташоване озеро Тухкана-Ярв.

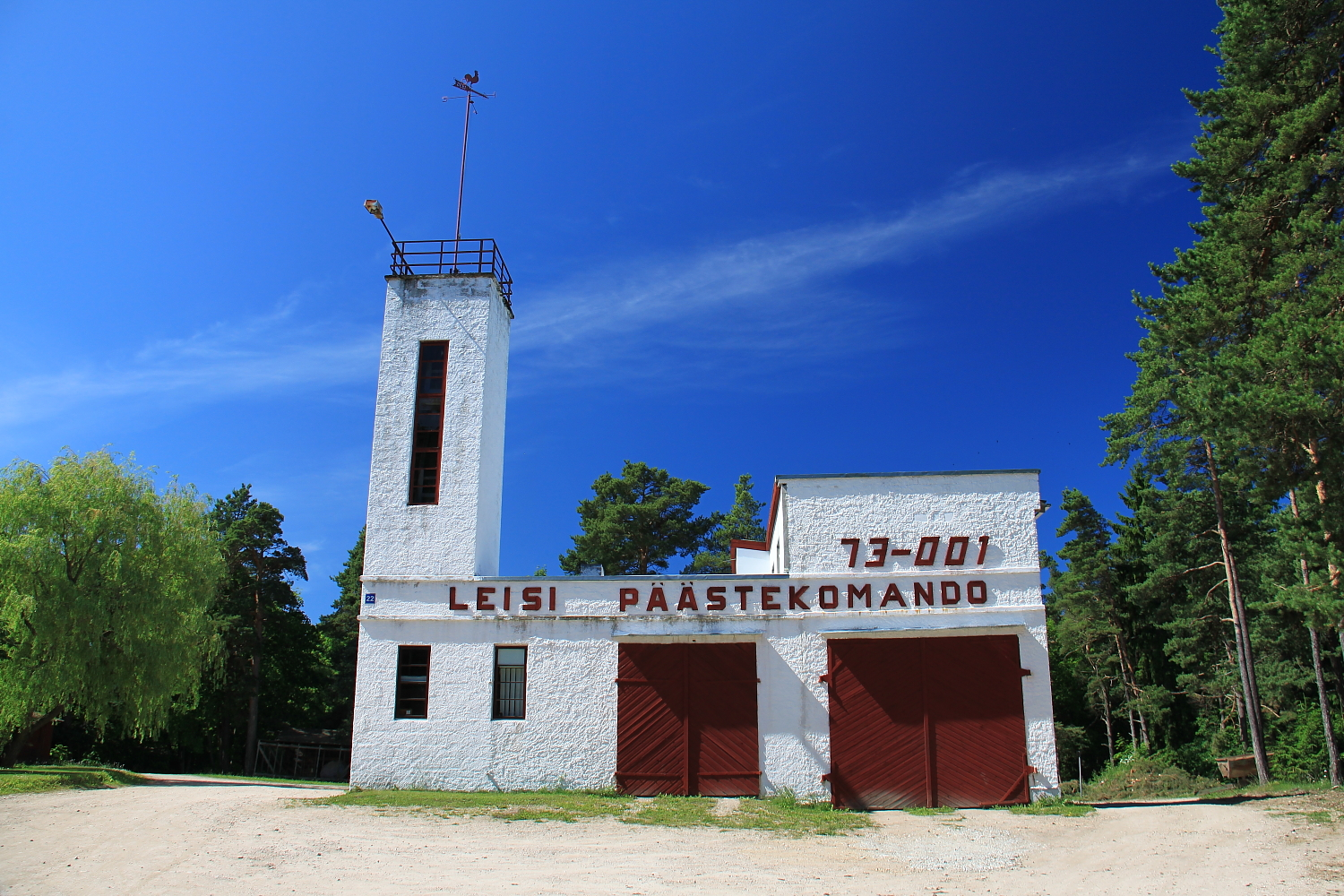
Пожежна частина в селищі Лейсі
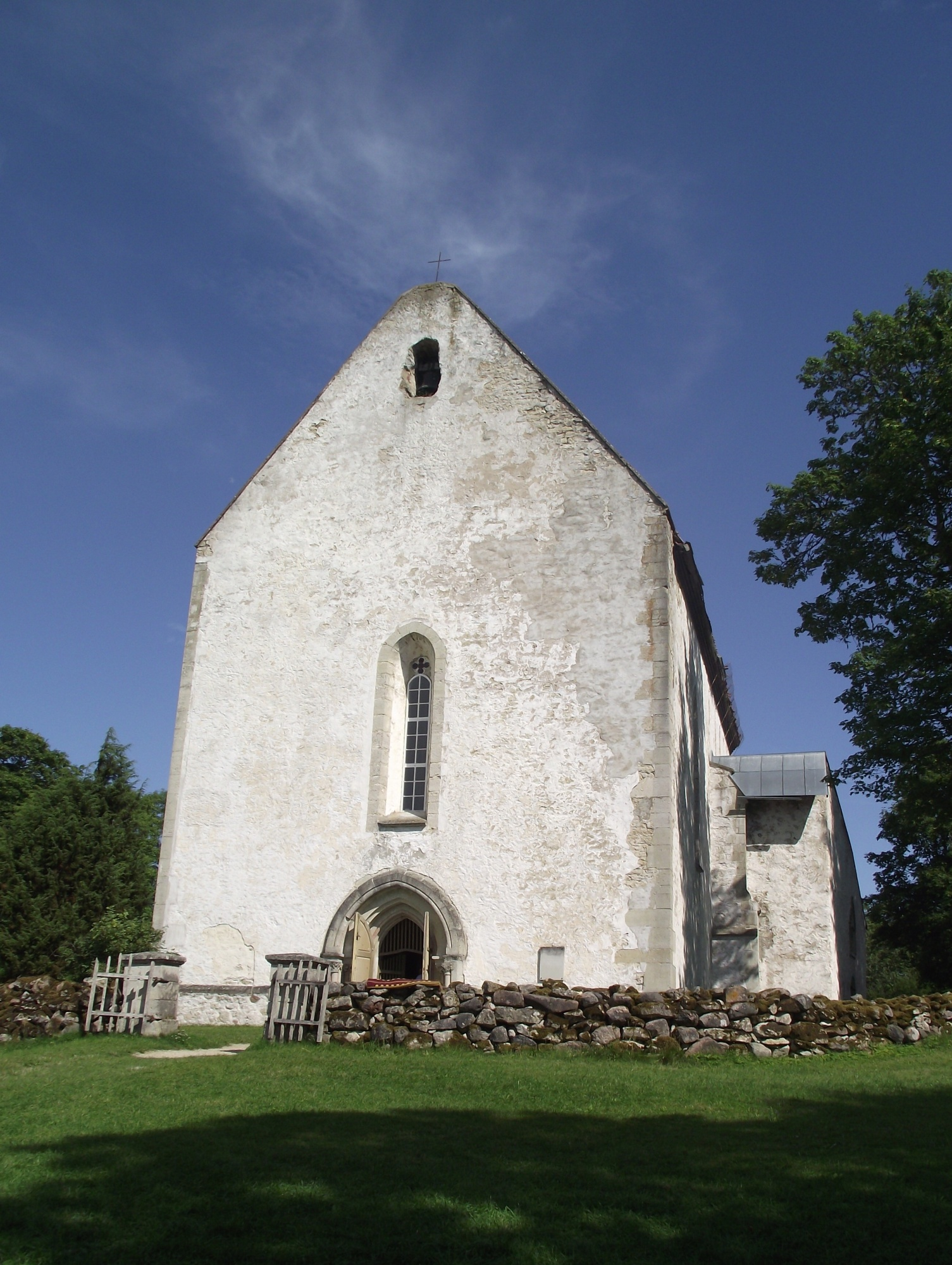
Церква Кар'я в селі Ліннука
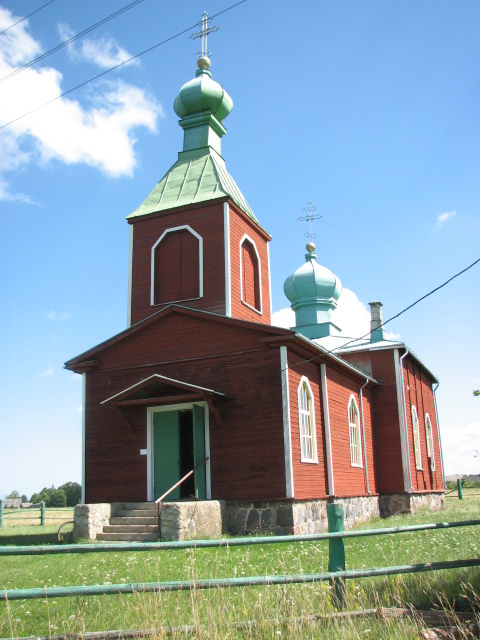
Православна церква в Метсакюла